# Teoría del núcleo central
La teoría del núcleo central es un enfoque complementario dentro de la teoría general de las representaciones sociales elaboradas por Serge Moscovici en 1961 esta teoría plantea que toda representación social está hecha de un código central y un entramado de elementos periféricos. Esta teoría presenta una visión estructural para el análisis de las representaciones ya que centra su foco en el proceso de objetivación y pone de manifiesto los contenidos de mayor recurrencia, considerando también la jerarquización de los mismos para plantearlos organizadores del sentido.

## Postulado Teórico
Esta teoría se origina a través de una serie de trabajos empíricos basados en experimentación, aplicación de cuestionarios y otras técnicas. Estas mismas cuantifican y estandarizan lo cuantificable es importante para hablar de lo social y la estandarización evita la subjetividad del investigador.

Esta teoría plantea que el código o núcleo central es el elemento principal porque determina el significado de la representación como un todo; es decir, tiene una función de generación. Pero también determina su estructura, tiene una función de organización. Abric decía que el núcleo central de la representación es estable, coherente, expresa consenso y está influido por la memoria colectiva del grupo y su sistema de valores.
"La organización de una representación presenta una característica peculiar: no solo los elementos de la representación son ordenados jerárquicamente , sino que toda representación social es organizada en torno a un núcleo central constituido de uno o de algunos elementos que dan a las representaciones su significado" (Abric, 1994:27) 
Los elementos centrales son indispensables para el funcionamiento y conservación de la representación , mientras que los elementos periféricos son individualizados y cambiantes. Esta teoría propone la presentación de los elementos a través de niveles, así el término de mayor frecuencia se ubica en la parte central y en los niveles se ubican los otros términos según las frecuencias que presentan.

## Centralidad de los elementos
Abric sugiere ciertas características para identificar la centralidad de los elementos de una representación social. Por su valor simbólico en el sentido de que el elemento central no puede ser cuestionado sin afectar el significado de la representación y su estructura. Su valor asociativo en la medida en que un elemento central esta directamente vinculado con la significación de la representación, y está asociado con un amplio número de constituyentes de la representación. Por último por su valor expresivo que se manifestaría a través de la frecuencia de aparición de un término

### The mata
Moscovici sugiere que un componente del núcleo central son los themata, son partes del núcleo central que los valores constituyen una parte importante del núcleo central de una representación. El concepto fue introducido por Gerald Holton para indicar aquellos conocimientos inconscientes escasamente cuestionados utilizados por los científicos sin darse cuenta y que son fundamentales para hacer ciencia. Los themata serían temas persistentes, que poseen un poder generados por la diversidad de contenidos concretos que pueden desplegar en función de contextos definidos, Los themata son contenidos potenciales que provienen de la memoria colectiva y el lenguaje,que a su vez impulsan la elaboración de contenidos reales. Estos son parte del núcleo central porque tienen un rol causal en la producción de significados periféricos e imágenes asociadas a ellos.
Moscovici concluye que la estructura de una representación se basa en una cadena inicial de pocos themata, basada en conocimientos culturales que se asumen como evidentes en la cultura de un grupo y que toma distintas formas cognitivas tales como nociones, imágenes o significados compartidos . Estos se especifican dentro de ciertos dominios de la realidad y la práctica social, desde estos las personas refieren creencias y nociones relacionadas con el objeto de la representación social